# Daingean
Daingean (irl. An Daingean) – miasto w hrabstwie Offaly w Irlandii, położone pomiędzy Tullamore i Edenderry. Populacja w 2011 roku wynosiła 1037 mieszkańców.